# معركة البصرة (1914)
معركة البصرة هي معركة وقعت بين الجيش العثماني وبين القوات البريطانية من 11 إلى 21 تشرين الثاني/نوفمبر عام 1914م، وانتهت باحتلال القوات البريطانية لمدينة البصرة.

## خلفية الأحداث
بمجرد دخول الإمبراطورية العثمانية الحرب ضد الحلفاء، أصبح إكمال خط سكة حديد برلين-بغداد تهديدًا كبيرًا للحلفاء، حيث كان بداية السكة الحديدية هو هامبورغ وكانت محطته المقصودة البصرة. شكل هذا الطريق من بحر الشمال إلى المحيط الهندي تهديدًا كبيرًا للإمبراطورية البريطانية، مما دفعها إلى الاستيلاء على البصرة وحصار هامبورغ. بعد استيلاء البريطانيين على الفاو، بدأ الجيش العثماني في التمركز في البصرة. كانت مهمة البريطانيين تأمين حقول النفط الفارسية من خلال الاستيلاء على البصرة، وتقدموا على طول النهر نحو البصرة. 